# مارچلو کوتافاوا
مارچلو کوتافاوا (انگلیسی: Marcello Cottafava؛ زادهٔ ۸ سپتامبر ۱۹۷۷) بازیکن فوتبال اهل ایتالیا است.
از باشگاه‌هایی که در آن بازی کرده‌است می‌توان به باشگاه فوتبال لچه، باشگاه فوتبال لاتینا، باشگاه فوتبال سمپدوریا، باشگاه فوتبال تریستیانا، و باشگاه فوتبال اسپال اشاره کرد.